# Obłok molekularny

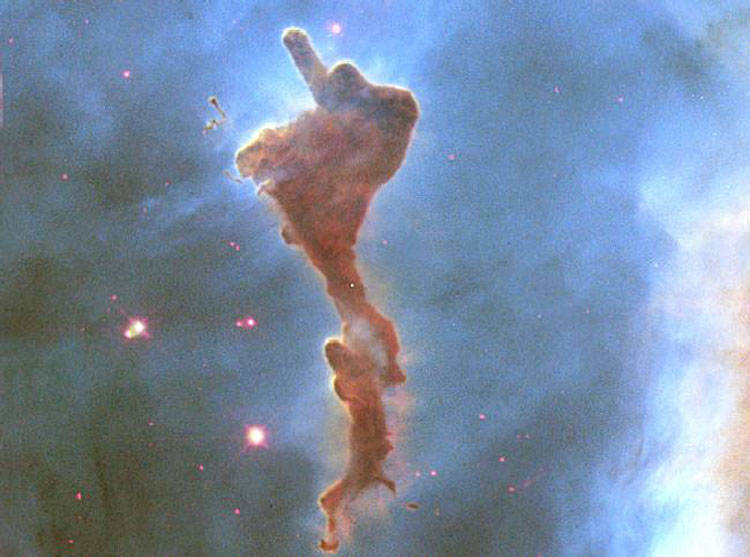
W ciągu kilku milionów lat światło od jasnych gwiazd wymiecie obłok molekularny gazu i pył. Chmura oderwała się od Mgławicy w Kilu. W pobliżu widać nowo powstałe gwiazdy, których obraz jest poczerwieniony przez wybiórczo rozproszone niebieskie światło na dominującym pyle. Obraz na zdjęciu rozciąga się na przestrzeni około 2 lat świetlnych. Wykonane przez orbitujący Kosmiczny Teleskop Hubble’a w 1999 roku.

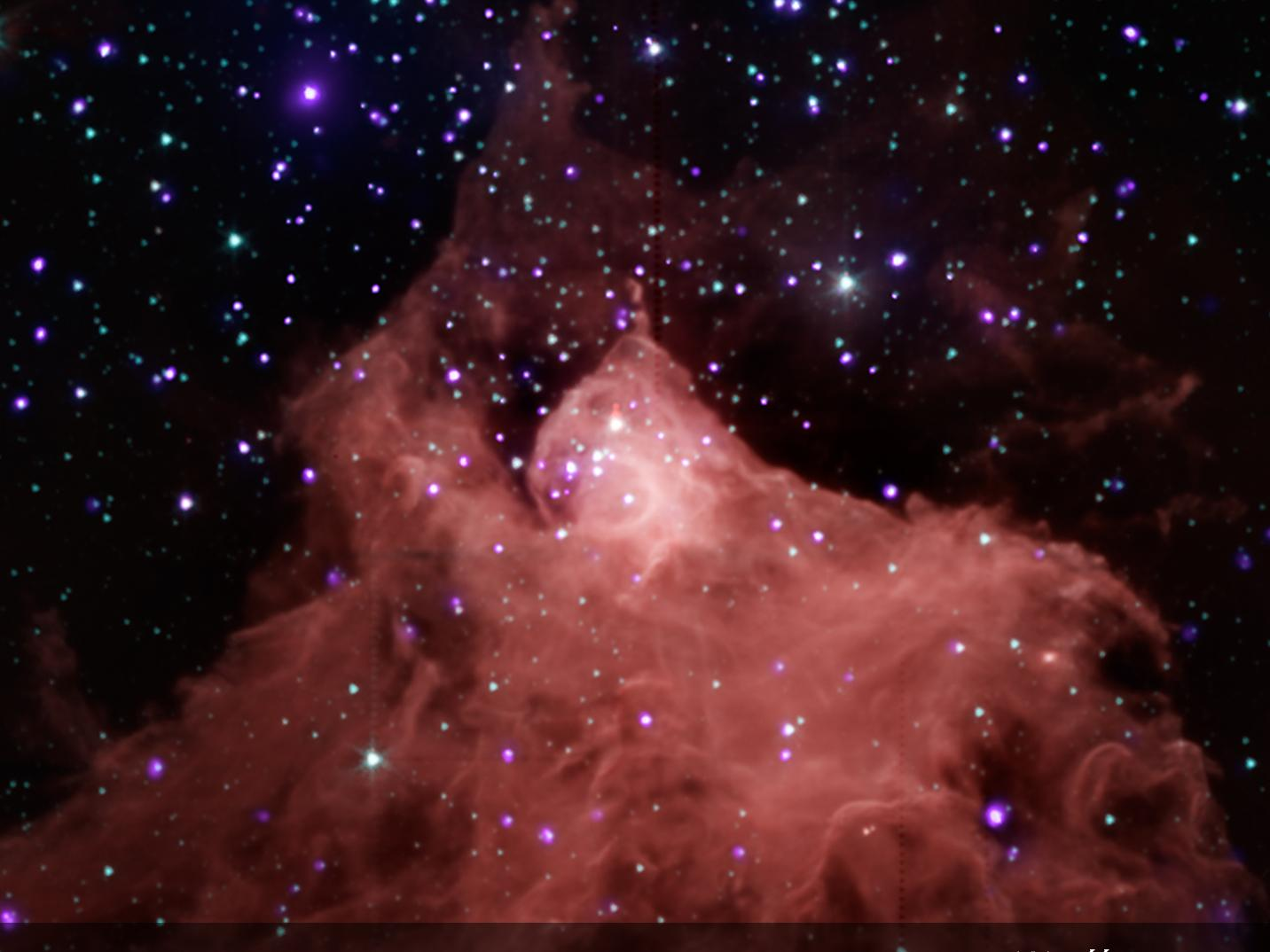
Obłok molekularny Cepheus B (połączenie zdjęć Chandry i Spitzera)

Obłok molekularny – rodzaj obłoku międzygwiazdowego, w którym gęstość wodoru jest wystarczająco duża, a temperatura odpowiednio niska, aby formowały się molekuły wodoru H2. Po pewnym czasie taka chmura kurczy się i gęstnieje pod wpływem własnego pola grawitacyjnego. Temu procesowi towarzyszy wzrost temperatury. Jeżeli masa obłoku jest wystarczająco duża, to wyzwolona w wyniku zapadania temperatura osiąga wystarczającą wartość, aby zaczęła się reakcja jądrowa proton-proton. Tak w chmurach molekularnych rodzą się gwiazdy.